# Cleistes exilis
Cleistes exilis é uma espécie de orquídea terrestre de folhas alternadas e flores grandes que abrem em sucessão, com raízes tuberosas delicadas, habitante do nordeste, centro oeste e sudeste do Brasil.